# David Prowse
David Charles Prowse (ur. 1 lipca 1935 w Bristolu, zm. 28 listopada 2020 w Londynie) – brytyjski aktor filmowy, kulturysta i sztangista, wcielał się w postać Dartha Vadera.

## Życiorys
Urodził się i wychowywał w Bristolu, gdzie uczęszczał do Bristol Grammar School. Miał 201 cm wzrostu. Od 13. roku życia zmagał się z wczesną chorobą zwyrodnieniową stawów. W wieku 16 lat rozpoczął podnoszenie ciężarów i z powodzeniem brał udział zawodach w podnoszeniu ciężarów, został mistrzem kraju w tej dziedzinie pięć lat później, utrzymując tytuł przez dwa lata.
Występował w roli Dartha Vadera w filmach z serii Gwiezdne wojny George’a Lucasa. Głosu postaci użyczał jednak James Earl Jones, gdyż według wielu osób głos i akcent Prowse’a nie pasowały do postaci Dartha Vadera. Prowse nie brał też udziału w scenach walk, gdyż podczas ich kręcenia przypadkowo niszczył kije służące za miecze świetlne. Zamiast niego w scenach walk występował szermierz Bob Anderson.
W Wielkiej Brytanii znany jest również jako Green Cross Code Man, czyli Zielony Znak Drogowy, nauczający dzieci jak właściwie zachować się na drodze. Za udział w brytyjskiej kampanii bezpieczeństwa ruchu drogowego wśród dzieci, prowadzonej w latach 1971–1990 został odznaczony Orderem Imperium Brytyjskiego V klasy (MBE).
Przygotowywał Christophera Reeve’a do tytułowej roli w filmie Superman. 3 października 2004 był gościem specjalnym na konwencie sci-fi w Wielkiej Brytanii.
Był w wieloletnim konflikcie z George’em Lucasem, który w 2010 zakazał mu uczęszczać na jakiekolwiek zdarzenia związane z Gwiezdnymi wojnami. Mimo to, we wrześniu 2010 roku odwiedził Polskę będąc specjalnym gościem fanowskiego konwentu StarForce.
Zmarł 28 listopada 2020 w wieku 85 lat po krótkiej walce z chorobą.

## Filmografia
- Casino Royale (1967) – potwór Frankensteina
- Hammerhead (1968) – George
- Horror Frankensteina (1970) – potwór Frankensteina
- Mechaniczna pomarańcza (1971) – Julian
- Cyrk wampirów (1972) – siłacz
- Frankenstein i potwór z piekła (1974) – potwór
- Jabberwocky (1977) – Czarny Rycerz
- Ludzie, o których zapomniał czas (1977) – kat
- Gwiezdne wojny: część IV – Nowa nadzieja (1977) – Darth Vader
- Jak wam się podoba (1978) – Karol
- Gwiezdne wojny: część V – Imperium kontratakuje (1980) – Darth Vader
- Gwiezdne wojny: część VI – Powrót Jedi (1983) – Darth Vader
- The Kindness of Strangers (2010) – Frank Bryan

### Gościnnie
- Święty (serial telewizyjny) (1962–1969) – Tony
- Doktor Who (serial telewizyjny) (1963–1989) – Minotaur
- Mistrz (serial telewizyjny) (1968) – sztangista
- The Benny Hill Show (serial telewizyjny) (1969) – siłacz
- Kosmos 1999 (serial telewizyjny) (1975–1977) – zachmurzona istota
- Autostopem przez Galaktykę (serial telewizyjny) (1981) – ochroniarz

## Odznaczenia
- Kawaler Orderu Imperium Brytyjskiego (2000)